# Tmavá dolina (Wielka Fatra)
Tmavá dolina – dolina w zachodniej części Wielkiej Fatry na Słowacji. Jest orograficznie lewym odgałęzieniem doliny Selenec, ta zaś jest lewym odgałęzieniem Gaderskiej doliny.
Tmavá dolina opada w kierunku północno-północno-wschodnim. Jej lewe zbocza tworzy północno-wschodni grzbiet Zadnej Ostrej (1245 m) i Bágľov kopec (1280m), prawe północno-północno-wschodni grzbiet szczytu Chládkove úplazy (1228 m) i Nad Mraznicou (1161 m). Najwyższa część doliny to dolinka Kopaný zavoz. Tmavá dolina uchodzi do doliny Selenec na wysokości około 700 m n.p.m. W jej ujściu znajduje się niewielka polana z dwoma szałasami.
Tmavá dolina wyżłobiona jest w skałach wapiennych. Jest sucha i porośnięta lasem, w którym sterczą liczne skały i ściany skalne. Znajduje się w obrębie Parku Narodowego Małej Fatry i rezerwatu przyrody Tlstá. Nie prowadzi nią żaden szlak turystyczny.